# Rodolfo Lavín
Rodolfo Lavín, född den 30 juli 1977 i San Luis Potosi, Mexiko, är en mexikansk racerförare.

## Racingkarriär
Lavín tävlade i Indy Lights mot slutet av 1990-talet och under 2000, med en elfteplats den sista säsongen som bästa resultat. Lavíns karriär fortsatte sedan i Atlantic Championship, där han slutade sjua 2001 och följde upp det genom att bli nia 2002. Tack vare sponsorer fick Lavín därefter möjligheten att graduera till CART World Series, där han slutade på 18:e plats under 2003 med Walker Racing. Därefter fick Lavín köra en tredjebil för Forsythe Racing under 2004, och förbättrade sig till en fjortondeplats. Dock var han långt ifrån stallkamraterna Paul Tracy och Patrick Carpentier, och han fick inget förnyat förtroende av Forsythe. Under säsongen satte Lavín personbästa när han blev tvåa på Road America. Inför 2005 års säsong hade Lavín blivit av med sitt stöd, och fick bara köra sex tävlingar, då han hoppade in i HVM Racing, när Ronnie Bremer lämnade stallet. Efter det var Lavíns tid i Champ Car över.